# Математика в Древней Греции
Данная статья — часть обзора История математики.

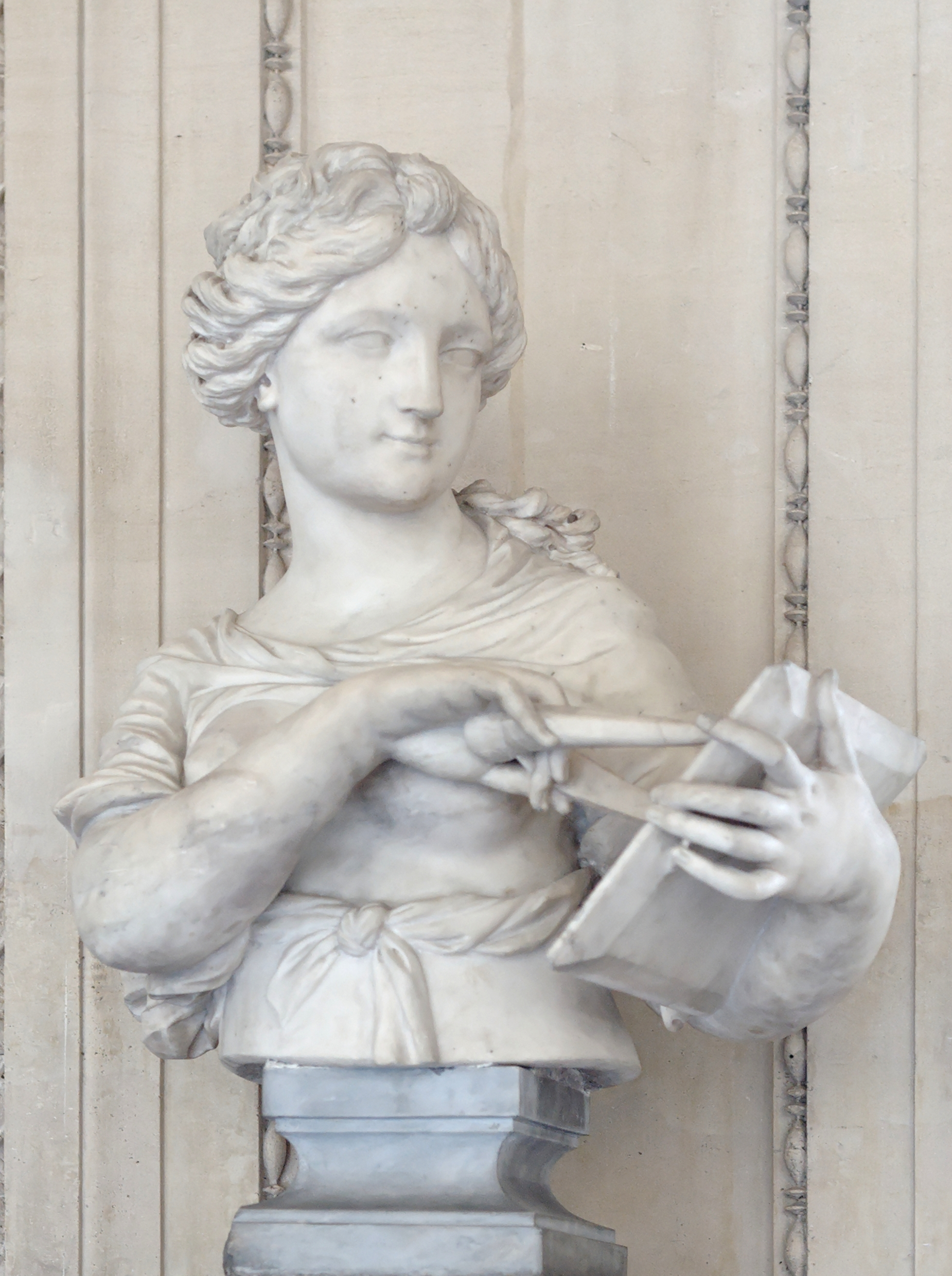
Муза геометрии (Лувр)

Понятие древнегре́ческая матема́тика охватывает достижения грекоязычных математиков, живших в период между VI веком до н. э. и V веком н. э.
Математика как наука родилась в Древней Греции . В странах-современниках Эллады математика использовалась либо для обыденных нужд (подсчёты, измерения), либо, наоборот, для магических ритуалов, имевших целью выяснить волю богов (астрология, нумерология и т. п.). Греки подошли к делу с другой стороны: они выдвинули тезис «Числа правят миром». Или, как сформулировал эту же мысль Галилей два тысячелетия спустя: «книга природы написана на языке математики».
Греки проверили справедливость этого тезиса в тех областях, где сумели: астрономия, оптика, музыка, геометрия, позже — механика. Всюду были отмечены впечатляющие успехи: математическая модель обладала неоспоримой предсказательной силой. Одновременно греки создали методологию математики и завершили превращение её из свода полуэвристических алгоритмов в целостную систему знаний. Основой этой системы впервые стал дедуктивный метод, показывающий, как из известных истин выводить новые, причём логика вывода гарантирует истинность новых результатов. Дедуктивный метод также позволяет выявить неочевидные связи между понятиями, научными фактами и областями математики.

## Начальный период
Вплоть до VI века до н. э. греческая математика ничем не выделялась. Были, как обычно, освоены счёт и измерение. Греческая нумерация (запись чисел), как позже римская, была аддитивной, то есть числовые значения цифр складывались. Первый её вариант (аттическая, или геродианова) содержали буквенные значки для 1, 5, 10, 50, 100 и 1000. Соответственно была устроена и счётная доска (абак) с камешками. Кстати, термин калькуляция (вычисление) происходит от calculus  — камешек. Особый дырявый камешек обозначал нуль.
Позднее (начиная с V века до н. э.) вместо аттической нумерации была принята алфавитная — первые 9 букв греческого алфавита обозначали цифры от 1 до 9, следующие 9 букв — десятки, остальные — сотни. Чтобы не спутать числа и буквы, над числами рисовали чёрточку. Числа, большие 1000, записывали позиционно, помечая дополнительные разряды специальным штрихом (внизу слева). Специальные пометки позволяли изображать и числа, большие 10000.
В VI веке до н. э. начинается «греческое чудо»: появляются сразу две научные школы — ионийцы (Фалес Милетский, Анаксимен, Анаксимандр) и пифагорейцы. О достижениях ранних греческих математиков мы знаем в основном по упоминаниям позднейших авторов, преимущественно комментаторов Евклида, Платона и Аристотеля.
Фалес, богатый купец, хорошо изучил вавилонскую математику и астрономию — вероятно, во время торговых поездок. Ионийцы, по сообщению Евдема Родосского, дали первые доказательства нескольких простых геометрических теорем — например, о том, что вертикальные углы равны. Однако главная роль в деле создания античной математики принадлежит пифагорейцам.

## Пифагорейская школа
Пифагор, основатель школы — личность легендарная, и достоверность дошедших до нас сведений о нём проверить невозможно. Видимо, он, как и Фалес, много путешествовал и тоже учился у египетских и вавилонских мудрецов. Вернувшись около 530 г. до н. э. в Великую Грецию (район южной Италии), он в городе Кротон основал нечто вроде тайного духовного ордена. Именно он выдвинул тезис «Числа правят миром», и с исключительной энергией занимался его обоснованием. В начале V в. до н. э., после неудачного политического выступления, пифагорейцы были изгнаны из Южной Италии, и союз прекратил своё существование, однако популярность учения от рассеяния только возросла. Пифагорейские школы появились в Афинах, на островах и в греческих колониях, а их математические знания, строго оберегаемые от посторонних, сделались общим достоянием.

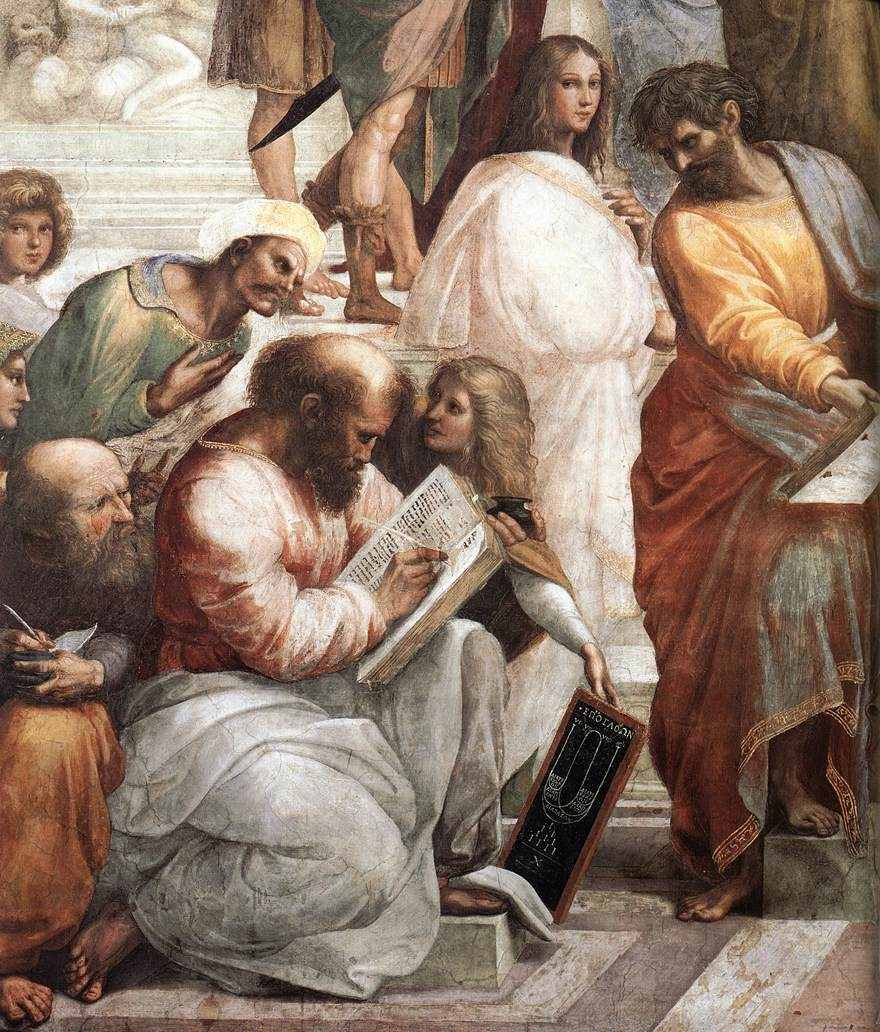
Рафаэль Санти. Пифагор
(деталь «Афинской школы»)

Многие достижения, приписываемые Пифагору, вероятно, на самом деле являются заслугой его учеников. Пифагорейцы занимались астрономией, геометрией, арифметикой (теорией чисел), создали теорию музыки. Пифагор первый из европейцев понял значение аксиоматического метода, чётко выделяя базовые предположения (аксиомы, постулаты) и дедуктивно выводимые из них теоремы.
Геометрия пифагорейцев в основном ограничивалась планиметрией (судя по дошедшим до нас позднейшим трудам, очень полно изложенной) и завершалась доказательством «теоремы Пифагора». Хотя изучались и правильные многогранники.
Была построена математическая теория музыки. Зависимость музыкальной гармонии от отношений целых чисел (длин струн) была сильным аргументом пифагорейцев в пользу исконной математической гармонии мира, спустя 2000 лет воспетой Кеплером. Они были уверены, что «элементы чисел являются элементами всех вещей… и что весь мир в целом является гармонией и числом». В основе всех законов природы, полагали пифагорейцы, лежит арифметика, и с её помощью можно проникнуть во все тайны мира. В отличие от геометрии, арифметика у них строилась не на аксиоматической базе, свойства натуральных чисел считались самоочевидными, однако доказательства теорем и здесь проводили неуклонно. Понятия нуля и отрицательных чисел ещё не возникли.
Пифагорейцы далеко продвинулись в теории делимости, но чрезмерно увлеклись «треугольными», «квадратными», «совершенными» и т. п. числами, которым, судя по всему, придавали мистическое значение. Видимо, правила построения «пифагоровых троек» были открыты уже тогда; исчерпывающие формулы для них приводятся у Диофанта. Теория наибольших общих делителей и наименьших общих кратных тоже, видимо, пифагорейского происхождения. Они построили общую теорию дробей (понимаемых как отношения (пропорции), так как единица считалась неделимой), научились выполнять с дробями сравнение (приведением к общему знаменателю) и все 4 арифметические операции. Пифагорейцы знали, задолго до «Начал» Евклида, деление целых чисел с остатком и «алгоритм Евклида» для практического нахождения наибольшего общего делителя. Непрерывные дроби как самостоятельный объект выделили только в Новое время, хотя их неполные частные естественным путём получаются в алгоритме Евклида.
Первой трещиной в пифагорейской модели мира стало ими же полученное доказательство иррациональности {\displaystyle {\sqrt {2}}}, сформулированное геометрически как несоизмеримость диагонали квадрата с его стороной (V век до н. э.). Невозможность выразить длину отрезка числом ставила под сомнение главный принцип пифагорейства. Даже Аристотель, не разделявший их взгляды, выражал своё изумление по поводу того, что есть вещи, которые «нельзя измерить самою малою мерою».
Положение попытался спасти талантливый пифагореец Теэтет. Он (и позже Евдокс) предложили новое понимание числа, которое теперь формулировалось на геометрическом языке, и проблем соизмеримости не возникало. Теэтет разработал также полную теорию делимости и классификацию иррациональностей. По-видимому, ему также были известны понятие простого числа и основная теорема арифметики.
Впоследствии, уже в Новое время, выяснилось, что построение числовой алгебры на основе геометрии было стратегической ошибкой пифагорейцев. Например, с точки зрения геометрии выражения {\displaystyle x^{2}+x} и даже {\displaystyle x^{4}} не имели геометрического истолкования, и поэтому не имели смысла; то же относится к отрицательным числам. Позднее Декарт поступил наоборот, построив геометрию на основе алгебры, и добился громадного прогресса.
Нумерологическая мистика пифагорейцев нередко приводила к произвольным и спекулятивным выводам. Например, они были уверены в существовании невидимой Антиземли, так как без неё число небесных сфер (нижнее небо, Солнце, Луна и 6 планет) не составляет совершенного числа 10. В целом, несмотря на обилие мистики и эксцентричных предрассудков, заслуги пифагорейцев в развитии и систематизации античных математических знаний неоценимы.

## V век до н. э. — Зенон, Демокрит
В V веке до н. э. появились новые вызовы оптимизму пифагорейцев.
Первый из них — три классические задачи древности: удвоение куба, трисекция угла и квадратура круга. Греки строго придерживались требования: все геометрические построения должны выполняться с помощью циркуля и линейки, то есть с помощью совершенных линий — прямых и окружностей. Однако для перечисленных задач найти решение каноническими методами не удавалось. Алгебраически это означало, что не всякое число можно получить с помощью 4 арифметических операций и извлечения квадратного корня.
Квадратурой круга безуспешно занимался выдающийся геометр-пифагореец, автор доевклидовых «Начал», первого свода геометрических знаний, Гиппократ Хиосский.
Первые две задачи сводятся к кубическим уравнениям. Архимед позже дал общее решение таких уравнений с помощью конических сечений, однако многие комментаторы продолжали считать подобные методы неприемлемыми. Гиппий из Элиды (V век до н. э.) показал, что для трисекции угла полезна квадратриса (первая трансцендентная кривая в истории математики); она же, кстати, решает и задачу квадратуры круга (Динострат, IV век до н. э.).
Помимо перечисленных проблем, греки активно исследовали «задачу деления круга»: какие правильные многоугольники можно построить циркулем и линейкой. Без труда удавалось разделить окружность на 3, 4, 5, 15 частей, а также удвоить перечисленные значения. Но построить циркулем и линейкой семиугольник никому не удалось. Как оказалось, здесь также получается кубическое уравнение. Полную теорию опубликовал только Гаусс в XIX веке.

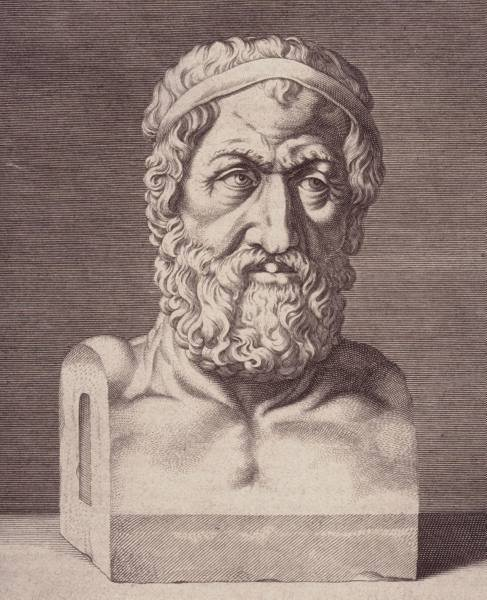
Зенон Элейский

Второй удар по пифагореизму нанёс Зенон Элейский, предложив ещё одну тему для многовековых размышлений математиков. Он высказал более 40 парадоксов (апорий), из которых наиболее знамениты три апории о движении. Вопреки многократным попыткам их опровергнуть и даже осмеять, они, тем не менее, до сих пор служат предметом серьёзного анализа. В них затронуты самые деликатные вопросы оснований математики — конечность и бесконечность, непрерывность и дискретность. Математика тогда считалась средством познания реальности, и суть споров можно было выразить как неадекватность непрерывной, бесконечно делимой математической модели физически дискретной материи.
В конце V века до н. э. жил ещё один выдающийся мыслитель — Демокрит. Он знаменит не только созданием концепции атомов. Архимед писал, что Демокрит нашёл объём пирамиды и конуса, но доказательств своих формул не дал. Вероятно, Архимед имел в виду доказательство методом исчерпывания, которого тогда ещё не существовало.

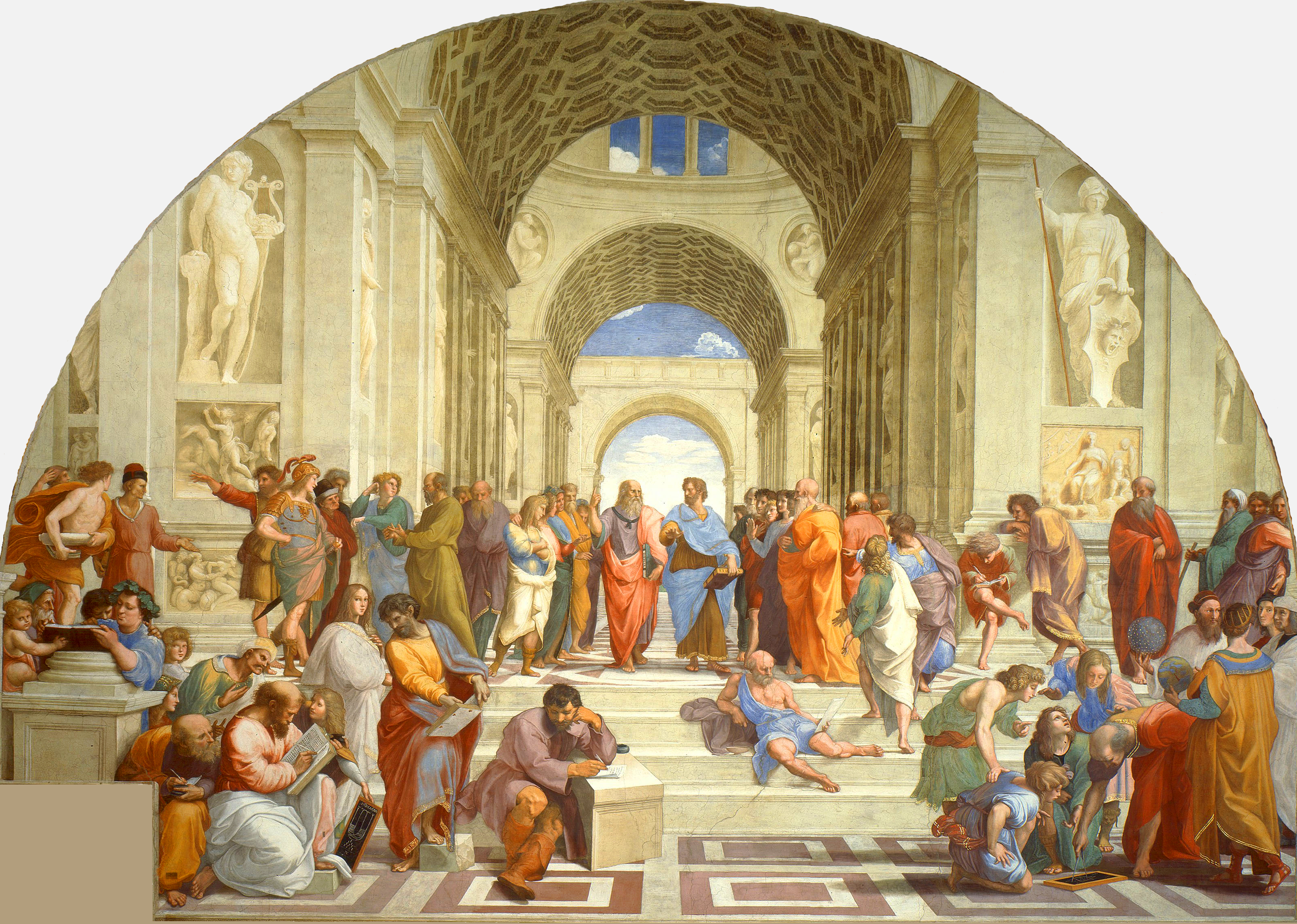
Рафаэль Санти. Афинская школа

## IV век до н. э. — Платон, Евдокс
Уже к началу IV века до н. э. греческая математика далеко опередила всех своих учителей, и её бурное развитие продолжалось. В 389 году до н. э. Платон основывает в Афинах свою школу — знаменитую Академию. Математиков, присоединившихся к Академии, можно разделить на две группы: на тех, кто получил своё математическое образование вне Академии, и на учеников Академии. К числу первых принадлежали Теэтет Афинский, Архит Тарентский и позднее Евдокс Книдский; к числу вторых — братья Менехм и Динострат.
Сам Платон конкретных математических исследований не вёл, но опубликовал глубокие рассуждения по философии и методологии математики. А ученик Платона, Аристотель, оставил бесценные для нас записки по истории математики.
Евдокс Книдский первый создал геоцентрическую модель движения светил с 27 сферами. Позже эта конструкция была развита Аполлонием, Гиппархом и Птолемеем, которые увеличили число сфер до 34 и ввели эпициклы. Ему же принадлежат два выдающихся открытия: общая теория отношений (геометрическая модель вещественных чисел) и античный анализ — метод исчерпывания.

## III век до н. э. — Евклид, Архимед, Аполлоний

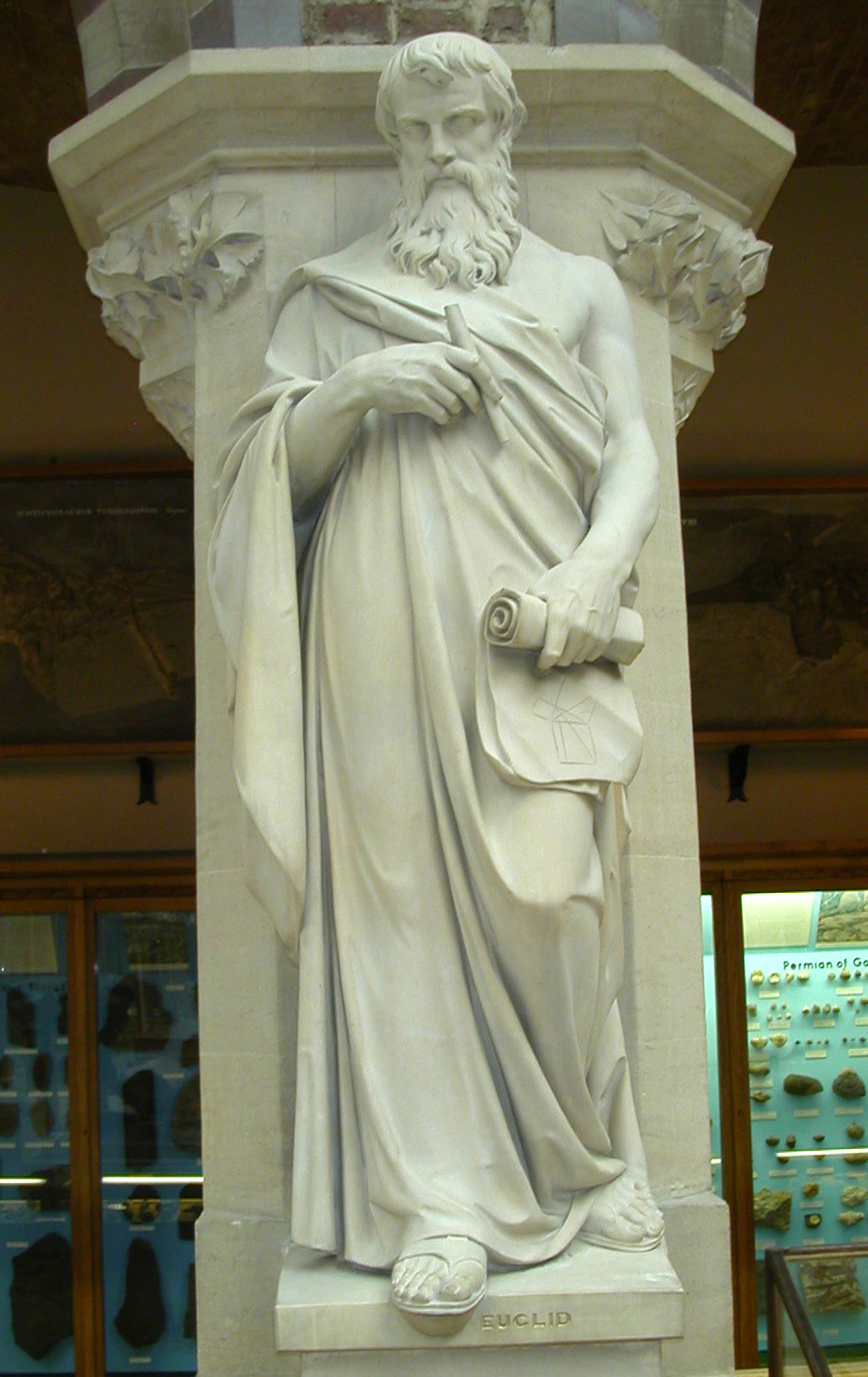
Евклид. Оксфордский университетский музей естественной истории

После завоеваний Александра Македонского научным центром древнего мира становится Александрия Египетская. Птолемей I основал в ней Мусейон (Дом Муз) и пригласил туда виднейших учёных. Это была первая в греческом мире государственная академия, с богатейшей библиотекой (ядром которой послужила библиотека Аристотеля), которая к I веку до н. э. насчитывала 70000 томов.
Учёные Александрии объединили вычислительную мощь и древние знания вавилонских и египетских математиков с научными моделями эллинов. Значительно продвинулись плоская и сферическая тригонометрия, статика и гидростатика, оптика, музыка и др. Эратосфен уточнил длину меридиана и изобрёл своё знаменитое «решето». В истории математики известны три великих геометра древности, и прежде всего — Евклид с его «Началами». Тринадцать книг Начал — основа античной математики, итог её 300-летнего развития и база для дальнейших исследований. Влияние и авторитет этой книги были огромны в течение двух тысяч лет.
Фундамент математики, описанный Евклидом, расширил другой великий учёный — Архимед, один из немногих математиков античности, которые одинаково охотно занимались и теоретической, и прикладной наукой. Он, в частности, развив метод исчерпывания, сумел вычислить площади и объёмы многочисленных фигур и тел, ранее не поддававшихся усилиям математиков.
Последним из тройки великих был Аполлоний Пергский, автор глубокого исследования конических сечений.

## Упадок античной науки
После Аполлония (со II века до н. э.) в античной науке начался спад. Новых глубоких идей не появляется. В 146 году до н. э. Рим захватывает Грецию, а в 31 году до н. э. — Александрию.
Среди немногочисленных достижений:
- открытие конхоиды (Никомед);
- известная формула Герона для площади треугольника (I век н. э.);
- содержательное исследование сферической геометрии Менелаем Александрийским;
- завершение геоцентрической модели мира Птолемея (II век н. э.), для чего потребовалась глубокая разработка плоской и сферической тригонометрии.

Необходимо отметить деятельность Паппа Александрийского (III век). Только благодаря ему до нас дошли сведения об античных учёных и их трудах.
На фоне общего застоя и упадка резко выделяется гигантская фигура Диофанта — последнего из великих античных математиков, «отца алгебры».
После III века н. э. александрийская школа просуществовала около 100 лет — приход христианства и частые смуты в империи резко снизили интерес к науке. Отдельные учёные труды ещё появляются в Афинах, но в 529 году Юстиниан закрыл Афинскую академию как рассадник язычества.
Часть учёных переехала в Персию или Сирию и продолжала труды там. От них уцелевшие сокровища античного знания получили учёные Индии и исламских стран.

## Заключение
Греческая математика поражает прежде всего красотой и богатством содержания. Многие учёные Нового времени отмечали, что мотивы своих открытий почерпнули у древних. Зачатки анализа заметны у Архимеда, корни алгебры — у Диофанта, аналитическая геометрия — у Аполлония и т. д. Но главное даже не в этом. Два достижения греческой математики далеко пережили своих творцов.
Первое — греки построили математику как целостную науку с собственной методологией, основанной на чётко сформулированных законах логики.
Второе — они провозгласили, что законы природы постижимы для человеческого разума, и математические модели — ключ к их познанию.
В этих двух отношениях античная математика вполне современна.
|  |